# Adda Berga
Pour les articles homonymes, voir Adda (homonymie).
Adda Berga (ou Ada Berga, en oromo : Ada’aa Bargaa) est un woreda du centre-ouest de l'Éthiopie situé dans la zone Ouest Shewa de la région Oromia. Il a 120 654 habitants en 2007, son centre administratif est Inchini.
Les agglomérations, Inchini et Muger, sont dans la partie ouest du woreda,,.
Bordé au nord par la rivière Muger, limitrophe de la zone Nord Shewa de la région Oromia au nord et à l'est, Adda Berga est entouré dans la zone Ouest Shewa par Walmara, Ejere et Meta Robi jusqu'aux années 2010.
La zone spéciale Oromia-Finfinnee, créée plus récemment autour d'Addis Abeba, borde désormais Adda Berga à l'est (woreda Mulo) et au sud (woreda Walmara). 
Au recensement national de 2007, le woreda compte 120 654 habitants dont 13 % de citadins.
La population urbaine se compose de 7 307 habitants à Inchini, 5 659 habitants à Muger et 2 974 habitants à la cimenterie de même nom,.
La majorité des habitants (89 %) sont orthodoxes, 6 % sont de religions traditionnelles africaines et 5 % sont protestants.
En 2022, la population du woreda est estimée à 179 471 personnes avec une densité de population de 190 personnes par km2 et 945 km2 de superficie.